# Skin (película sudafricana)
Skin es una película dramática de 2008 coproducida entre Sudáfrica y el Reino Unido sobre la vida de Sandra Laing, una mujer sudafricana hija de padres blancos que fue clasificada como "Coloured" en la era del apartheid, debido presuntamente a un caso genético de atavismo. Dirigida por el cineasta británico Anthony Fabian y basada en el libro When She Was White: The True Story of a Family Divided by Race de Judith Stone, Skin fue estrenada en el Festival Internacional de Cine de Toronto el 7 de septiembre de 2009.
Fue exhibida en un número limitado de salas de cine en los Estados Unidos el 30 de octubre de 2009. En Sudáfrica se estrenó el 22 de enero de 2010 y en Oceanía el 25 de julio del mismo año.

## Sinopsis
Es 1965, y Sandra, una niña de 10 años y sus padres, Abraham y Sannie, hacen parte de la etnia de los afrikáneres. Sus padres son comerciantes en una zona remota de la Provincia de Mpumalanga, y, a pesar de la apariencia mestiza de Sandra, la han criado con cariño como su pequeña niña blanca. Sandra es enviada a un internado en la ciudad vecina de Piet Retief, donde también estudia su hermano Leon, pero allí empieza a experimentar que la sociedad la rechaza por su condición racial, algo que la acompañaría a partir de entonces.

## Reparto
- Sophie Okonedo... Sandra Laing
- Sam Neill... Abraham Laing
- Alice Krige... Sannie Laing
- Tony Kgoroge... Petrus Zwane
- Terri Ann Eckstein... Elsie Laing (19 años)
- Bongani Masondo... Henry Laing (20 años)
- Ella Ramangwane... Sandra Laing joven
- Jonathan Pienaar... Van Niekerk
- Hannes Brummer... Leon Laing
- Onida Cowan... Señora Van Uys
- Lauren Das Neves... Elize

## Recepción
La película en general fue bien recibida por la crítica y la audiencia. En Rotten Tomatoes cuenta con un 84 % de aprobación crítica y un 79 % de aprobación de la audiencia. Andrea Gronvall del Chicago Reader la definió como "provocativa", mientras Tom Long de Detroit News se refirió a ella como "Potente, aún relevante e inspiradora, muestra lo mejor y lo peor de nosotros". Rex Reed escribió para The Observer: "Cada emoción es subrayada con música de balada y cada progresión de la trama narrativa es telegrafiada con la rigidez estructural mecánica de una película hecha para la televisión". En palabras de Roger Ebert, "Esta gran película de Anthony Fabian cuenta esta historia a través de los ojos de una chica feliz que se convierte en una extraña".